# Hieracium basifalcatum
Hieracium basifalcatum es una especie de planta con flor del género Hieracium, de la familia Asteraceae, orden Asterales.

## Distribución
Hieracium basifalcatum se distribuye por Suecia y Noruega.

## Taxonomía
Fue descrita científicamente por Folin. Fue publicada en Ark. Bot. 24A(1): 39 (1931).